# Raffaello da Montelupo
Raffaello da Montelupo (Montelupo Fiorentino, c. 1504/1505 – Orvieto, c. 1566/1567), nat Raffaele Sinibaldi, va ser un escultor i arquitecte italià del Renaixement, i aprenent de Miquel Àngel. Era fill d'altre escultor, Baccio da Montelupo. Tant el pare com el fill apareixen biografiats a les cèlebres Vite de' più eccellenti pittori, scultori, ed architettori de Vasari.

## Obres

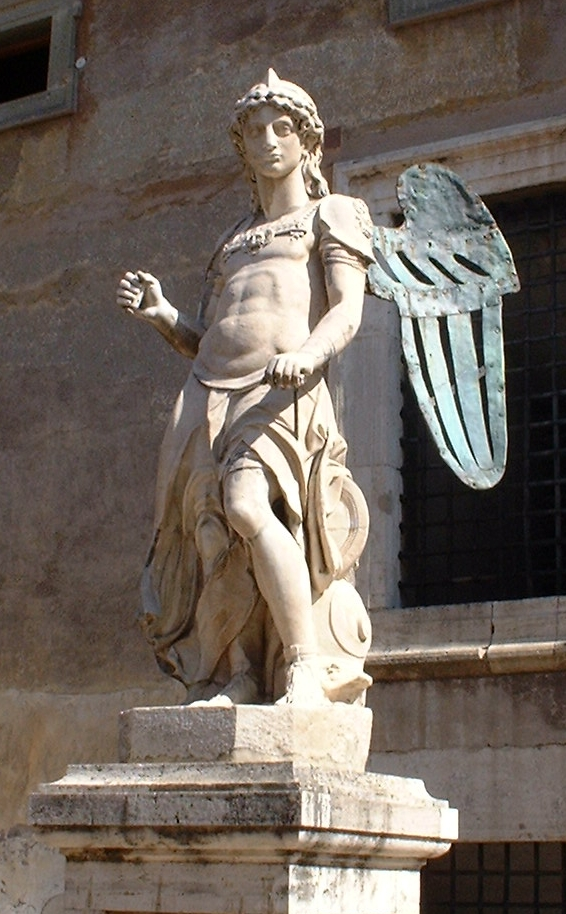
Sant Miquel (c. 1536) per al remat del Castel Sant'Angelo, Roma.

Raffaello va nàixer a Montelupo Fiorentino, prop de Florència.
En la seua joventut, al voltant de la vintena, va ser ajudant de Lorenzetto a Roma en l'execució de les estàtues d'Elies i Jonàs per a la Capella Chigi a Santa Maria del Popolo (sobre dibuixos de Rafael). També se li atribueix un relleu en marbre que representa les esposalles místiques de santa Caterina (c. 1530), en una capella de Santa Maria della Consolazione.
Després va traslladar-se a Loreto. S'hi li atribuiex l'autoria d'una Visitació i una Adoració dels Reis Mags (c. 1534) que es troben a la Santa Casa de Loreto (fetes sobre dibuixos d'Andrea Sansovino).
Poc després, segons Vasari, Raffaello va començar a treballar amb Miquel Àngel a la Capella dels Mèdici (Sacrestia Nuova) de la Basílica de San Lorenzo de Florència, on va fer l'estàtua de Sant Damià (c. 1534). El Sant Cosme també se li atribueix a ell i a Giovanni Angelo Montorsoli, altre dels ajudants de Miquel Àngel.
Va tornar a Roma, on va continuar treballant a les ordres de Miquel Àngel. Hi va contribuir al treball de la tomba de Juli II a San Pietro in Vincoli, i, amb Baccio Bandinelli, a la tomba del papa Lleó X a Santa Maria sopra Minerva.
Per a la capella construïda per Lleó X a la fortalesa de Castel Sant'Angelo va fer una Mare de Déu. A més, va fer una estàtua de marbre de Sant Miquel Arcàngel empunyant la seua espasa, dissenyada per a ser col·locada coronant el castell. (La llegenda diu que l'any 590 l'arcàngel va aparèixer al cim del que llavors era el mausoleu d'Hadrià brandant la seua espasa com a senyal de la fi de la pesta a Roma, fent que se li donara el seu nom al castell). Aquest Sant Miquel de Raffaello va ser posteriorment reemplaçat per una estàtua de bronze amb el mateix tema, obra de l'escultor flamenc Peter Anton von Verschaffelt l'any 1753. La seua versió pot ser encara admirada al pati interior de la fortalesa.
Sota el papat de Pau III li van ser encarregats catorze àngels per a adornar el Ponte Sant'Angelo, el pont que connecta el centre de Roma amb el Castel Sant'Angelo. Aquestes escultures també van ser reemplaçades posteriorment per uns nous àngels de Bernini, a qui li van ser encarregats pel papa Climent IX l'any 1669.
Raffaello da Montelupo també va treballar com a arquitecte i va fer, entre altres projectes, contribucions escultòriques i arquitectòniques a la Catedral d'Orvieto, on es va retirar i on moriria entre 1566 i 1567. Vasari resumeix el seu judici sobre Raffaello amb aquestes paraules:
| « | Crec que Raffaello, si haguera mamprès grans obres, com va tenir oportunitat de fer-ho, hauria fet més coses en l'art, i millor. Però era massa gentil i considerat, evitava tot conflicte i s'acontentava amb allò que la providència havia disposat per a ell; així que va deixar passar moltes oportunitats de fer obres destacades. Era un boníssim artesà, i posseïa molts més coneixements de tots els assumptes de l'art que els mostrats per son pare Baccio | » |

## Autobiografia
En la dècada del 1560, Raffaello va escriure una autobiografia parcial en què conta episodis de la seua joventut, el saqueig de Roma de l'any 1527 per l'exèrcit de Carles V i la seua obra com a artista i escultor principiant. Fa una menció de passada a l'ús de la mà esquerra per part del seu mestre Miquel Àngel, quan parla del propi ús d'aquesta mà per a dibuixar i escriure, que és l'única referència contemporània sobre la suposada condició d'esquerrà d'aquest gran geni del Renaixement:
| « | No vull ometre que sóc esquerrà de naixement, i trobant aquesta mà més fàcil que la dreta l'emprava per a escriure car al meu mestre no li importava, i estava satisfet de la meua bona cal·ligrafia. Per tant, sempre usava la mà esquerra, tant per a escriure com per a dibuixar alguns dibuixos del Morgante, que era usat per a llegir a l'escola. Quan posava el full de manera longitudinal, per a escriure-hi amb la mà esquerra, molts s'estranyaven pensant que escrivia a la manera hebraica [de dreta a esquerra] i que després no es podria llegir el que havia escrit... Com ja he dit, dibuixava millor amb l'esquerra, i una vegada que em trobava dibuixant l'"Arco di Trasi al Colosseo" [l'Arc de Constantí], Miquel Àngel i Sebastiano del Piombo van passar i van aturar-se per a mirar-me. He d'advertir que ambdós, tot i que esquerrans de naixement, ho feien tot amb la mà dreta, excepte accions que requeriren força. Així que van estar una llarga estona mirant-me amb gran admiració, perquè, com és de públic coneixement, cap dels dos feia res amb la seua esquerra. | » |